# Rufus Jones
Rufus Matthew Jones, född 25 januari 1863, död 16 juni 1948, var en amerikansk författare och teolog.
Jones blev professor i filosofi vid Haverford College i Pennsylvania 1901. Själv kväkare utgav Jones flera skrifter om detta samfund samt om mystik såsom Studies in mystical religion (1909, ny serie 1927), The later periods of quakerism (två band, 1921) och George Fox (1930). 

## Böcker på svenska
- Sociala lagar i andens värld: om det mänskligas och gudomligas förhållande till varandra (översättning August Carr, Birkagårdens förlag, 1921)
- George Fox (översättning A. Dalquist, Lindblad, 1925)
- In på livets stigar (översättning Dagny Thorvall, Birkagården, 1928)
- Kväkarnas tro och livsåskådning (The faith and practice of the quakers) (översättning Anna Sörensen, Natur och kultur, 1943). Ny uppl. Artos, 1997, ("i varsamt reviderad översättning av Anna Sörensen")